# 热拉尔多·马热拉·金唐
热拉尔多·马热拉·达克鲁斯·金唐（葡萄牙語：Geraldo Magela da Cruz Quintão）1935年7月1日出生，巴西政治人物。2000年至2002年担任巴西国防部部长。
1961年毕业于圣保罗大学法律和社会科学法学院。长期担任经济界法律顾问。1993年至2000年任联邦检察长。 
| 前任者： 埃尔西奥·阿尔瓦雷斯 | 巴西国防部长 2000-2002 | 繼任者： 若泽·小维埃加斯 |